# Somotor
Somotor – wieś (obec) na Słowacji położona w kraju koszyckim, w powiecie Trebišov. Pierwsze wzmianki o miejscowości pochodzą z roku 1214. 
Według danych z dnia 31 grudnia 2012, wieś zamieszkiwało 1560 osób, w tym 816 kobiet i 744 mężczyzn.
W 2001 roku rozkład populacji względem narodowości i przynależności etnicznej wyglądał następująco:
- Słowacy – 26,38%
- Polacy – 0,06%
- Romowie – 1,67%
- Rusini – 0,18%
- Węgrzy – 69,21%

Ze względu na wyznawaną religię struktura mieszkańców kształtowała się w 2001 roku następująco:
- Katolicy rzymscy – 38,24%
- Grekokatolicy – 18,82%
- Prawosławni – 0,06%
- Ateiści – 4,88%
- Nie podano – 3,34%